# Carenno

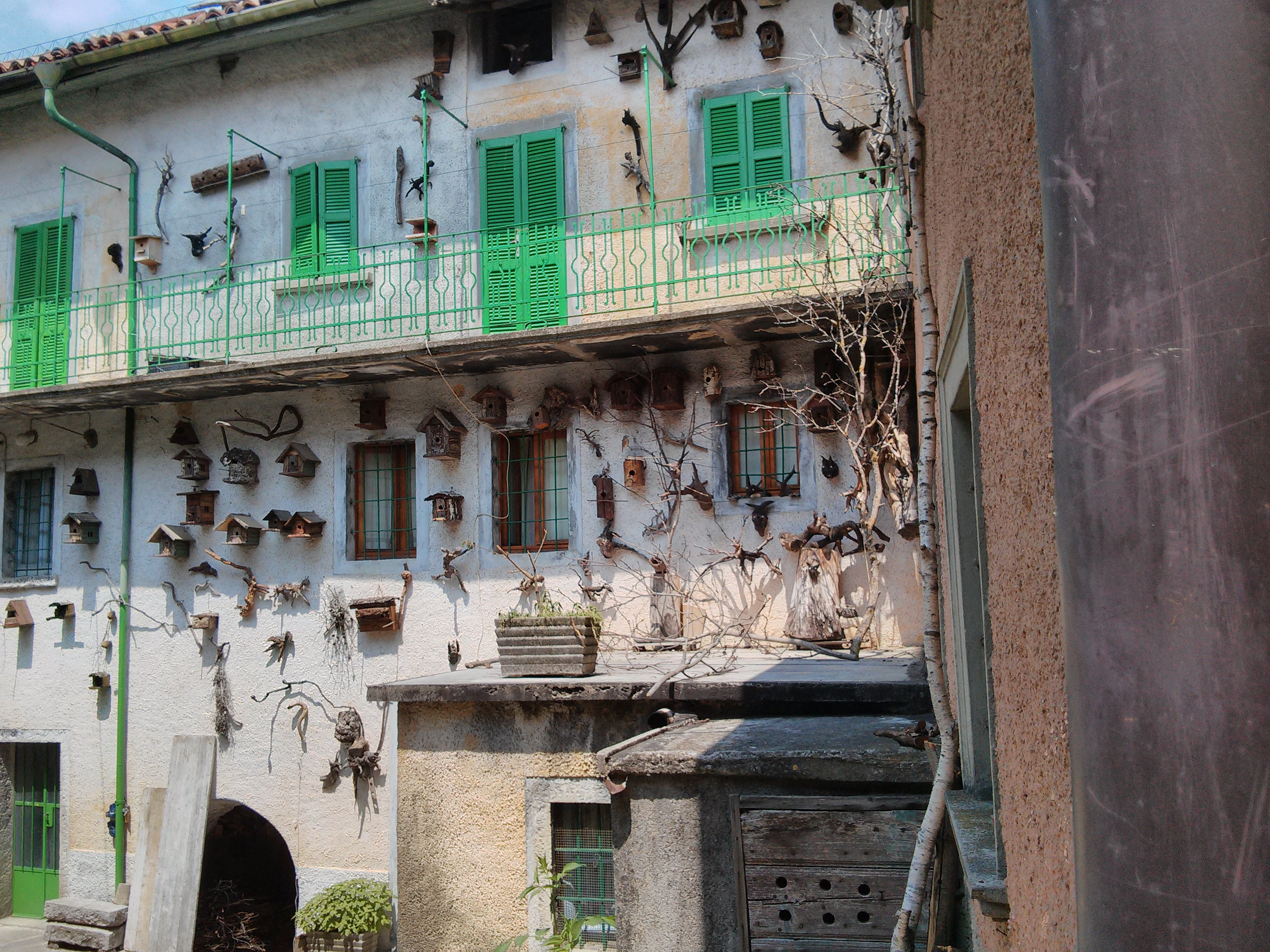
Bäuerliches Wohnhaus

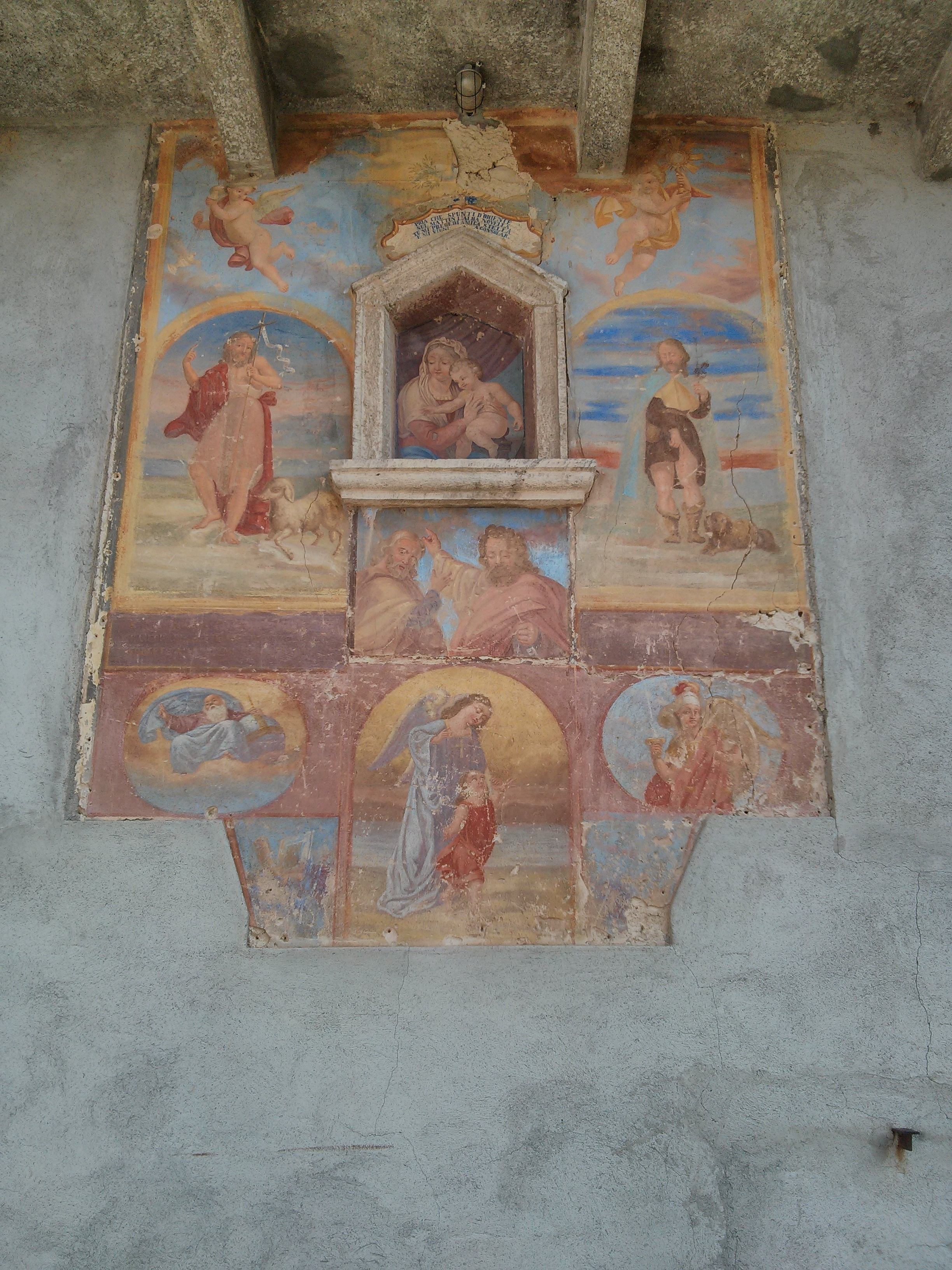
Fresko Madonna mit Kind und Heilige

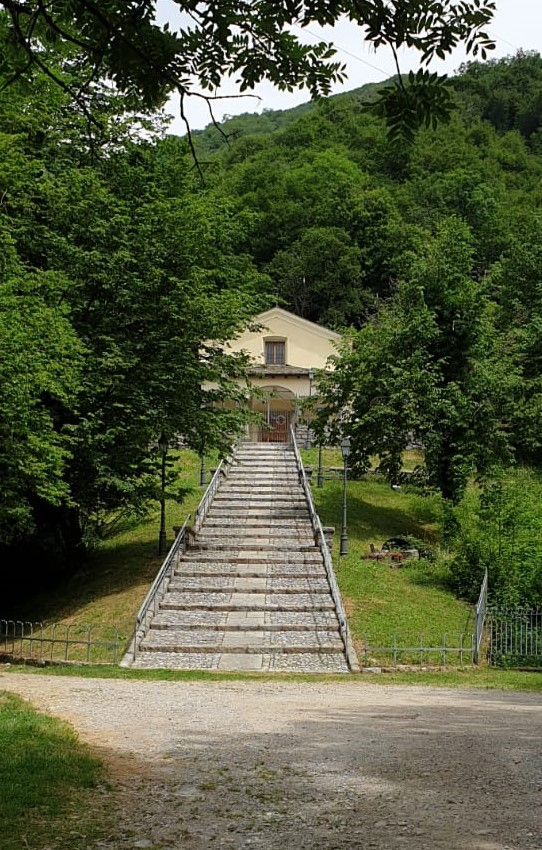
Oratorium San Domenico Carenno und Treppe

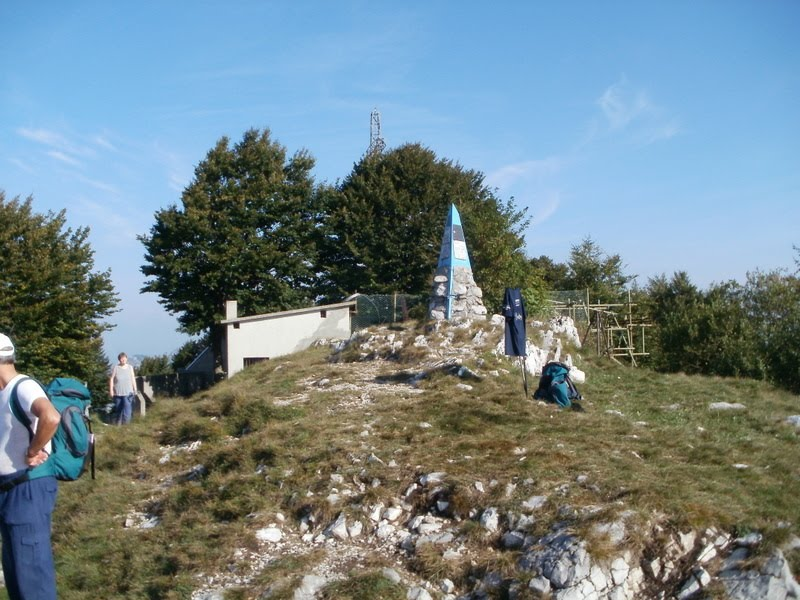
Monte Tesoro

Carenno ist eine Gemeinde in der Provinz Lecco in der italienischen Region Lombardei mit 1392 Einwohnern (Stand 31. Dezember 2023).

## Geographie
Carenno liegt etwa 8 km südöstlich der Provinzhauptstadt Lecco und 45 km nordöstlich der Millionen-Metropole Mailand. Die Gemeinde umfasst die Fraktionen Boccio und Colle di Sogno. Im Jahr 1971 hatte die Gemeinde Carenno eine Fläche von 779 Hektar.
Die Nachbargemeinden sind Calolziocorte, Costa Valle Imagna (BG), Erve, Torre de’ Busi und Sant’Omobono Terme (BG)

## Geschichte
Im Jahr 1331 (Statuten, Bergamo) gehörte es zur facta von Porta Sant’Alessandro. Unter der Republik Venedig gehörte die Gemeinde Carenno zum Val San Martino und wurde von einem Konsul und vier Bürgermeistern regiert. Ende des 16. Jahrhunderts besaß die Gemeinde drei Berge con foppe o cave (mit Quellen oder Steinbrüchen) namens Borgetto, Tentiga und Benzon; damals zählte sie 106 Brände und 600 Einwohner (Ende des 18. Jahrhunderts).
Mit der Aktivierung der Gemeinden der Provinz Bergamo auf der Grundlage der territorialen Aufteilung des Königreichs Lombardo-Venetien (Mitteilung vom 12. Februar 1816) wurde die Gemeinde Carenno in den Bezirk VII von Caprino Bergamasco aufgenommen. Mit der Regierungsbotschaft vom 2. April 1827 wurde die Ersetzung des Generalkonvents durch den Stadtrat der Gemeinde Carenno genehmigt. Carenno, eine Gemeinde mit Stadtrat, wurde durch die spätere territoriale Aufteilung der lombardischen Provinzen (im Bezirk VII von Caprino 1844 bestätigt). Im Jahr 1853 (Mitteilung vom 23. Juni 1853) wurde Carenno, eine Gemeinde mit einem Gemeinderat ohne eigenes Büro und mit 849 Einwohnern, dem Bezirk IX von Caprino zugeordnet.
Nach der zeitweiligen Vereinigung der lombardischen Provinzen mit dem Königreich Sardinien wurde die Gemeinde Carenno mit 787 Einwohnern, die von einem fünfzehnköpfigen Gemeinderat und einem zweiköpfigen Stadtrat verwaltet wird, auf der Grundlage der durch das Gesetz vom 23. Oktober 1859 festgelegten Gebietsaufteilung in den Kreis IX von Caprino, Kreis I von Bergamo, Provinz Bergamo, eingegliedert. Bei der Verfassung des Königreichs Italien im Jahr 1861 hatte die Gemeinde 877 Einwohner (Volkszählung 1861). Nach dem Gesetz über die Gemeindeorganisation von 1865 wurde die Gemeinde von einem Bürgermeister, einer Junta und einem Rat verwaltet. Im Jahr 1867 wurde die Gemeinde in denselben Bezirk, Kreis und dieselbe Provinz eingegliedert (Verwaltungsbezirk 1867).
Im Jahr 1924 wurde die Gemeinde in den Kreis Bergamo der Provinz Bergamo eingegliedert. Nach der Gemeindereform im Jahr 1926 wurde die Gemeinde von einem Podestà verwaltet. Nach der Reform der Gemeindeordnung im Jahr 1946 wurde die Gemeinde Carenno von einem Bürgermeister, einer Junta und einem Gemeinderat verwaltet. Im Jahr 1971 hatte die Gemeinde Carenno eine Fläche von 786 Hektar.

## Sehenswürdigkeiten
- Wohnhaus mit Fresko
- Bäuerliches Wohnhaus
- Ca’ Marti Museo dei muratori

## Persönlichkeiten
- Davide Albertario (* 16. Februar 1846 in Filighera; † 21. September 1902 in Carenno), ein charismatischer katholischer Priester und politischer Publizist.